# Vila Lobos

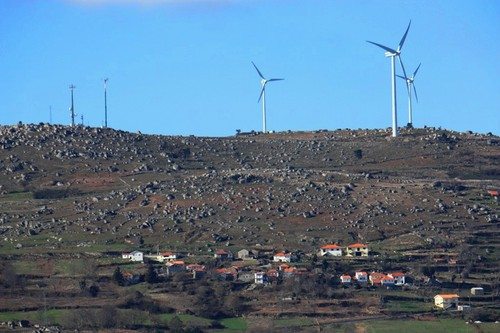
Vista de Vila Lobos, com geradores eólicos

Vila Lobos é uma aldeia portuguesa da freguesia de Magueija, concelho de Lamego.
Vila Lobos fica situada na serra das Meadas, abaixo do monte de Carvalhoso..
Produz batata, trigo, milho e centeio.

## Património

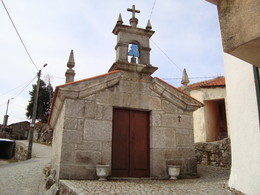
Capela do Senhor dos Aflitos
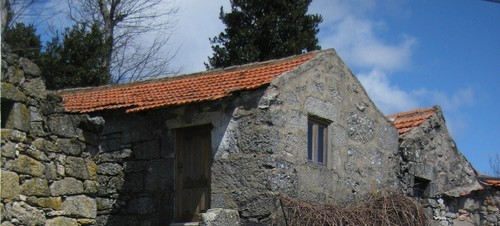
Casario antigo